# Miedzechów
Miedzechów – wieś sołecka w Polsce położona w województwie mazowieckim, w powiecie grójeckim, w gminie Jasieniec.
Wieś szlachecka  Miedzechowo położona była w drugiej połowie XVI wieku w powiecie wareckim ziemi czerskiej województwa mazowieckiego. W latach 1954–1959 wieś należała i była siedzibą władz gromady Miedzechów, po jej zniesieniu w gromadzie Murowanka. W latach 1975–1998 miejscowość administracyjnie należała do województwa radomskiego.